# Roberto Lertxundi
Roberto Lertxundi Barañano (Bilbao, 25 de febrero de 1948) es un médico y político español. Inició su militancia política durante la dictadura franquista en ETA. Pasó luego al Partido Comunista de Euskadi y de ahí, ya en democracia, a Euskadiko Ezkerra. Permanece apartado de la vida política desde 1993, aunque en 2009 aceptó ser senador por designación autonómica a propuesta del PSE-EE (PSOE).

## Biografía
Roberto Lertxundi ingresó en Euskadi Ta Askatasuna (ETA) en 1968, durante su etapa universitaria mientras estudiaba medicina. Formó parte de ETA VI y, cuando esta organización se escinde en 1972 en dos tendencias, los "mayos" y los "minos", de estos últimos, integrándose posteriormente con un grupo significativo de éstos en el todavía ilegal Partido Comunista de Euskadi (PCE-EPK), del cual llegó a ser una de sus figuras más importantes en el País Vasco. De esta forma, en 1974 accedió al comité central y en 1977 sustituyó a Ramón Ormazábal, apoyado por Santiago Carrillo, como secretario general del partido, siendo Ormazábal designado presidente.
Lertxundi y Ormazábal lideraban respectivamente las corrientes vasquista y obrerista del PCE-EPK. A pesar de no haber conseguido representación en las elecciones generales de 1977, Lertxundi formó parte de la ponencia que en 1978 redactó el Estatuto de Autonomía del País Vasco, y fue uno de los dirigentes vascos que se desplazó a Madrid con Carlos Garaikoetxea para negociar la aprobación del Estatuto en las Cortes Generales. En las elecciones al Parlamento Vasco de 1980 fue el único parlamentario del PCE-EPK elegido, por Vizcaya, para formar parte de la primera legislatura del Parlamento Vasco. En un periodo de espiral terrorista de ETA, Lertxundi había mostrado abiertamente su condena de ETA, lo que hizo que un comando etarra le mantuviera secuestrado varias horas en abril de 1981.
Lertxundi, encabezando el sector mayoritario de la dirección del PCE-EPK, tras la celebración del IV Congreso de este en enero de 1981, en el que había sido reelegido secretario general, había llevado a cabo un proceso de convergencia con Euskadiko Ezkerra (EE), que había aceptado la vía estatutaria. Coincidiendo con el Congreso, Lertxundi abandonó el escaño en el Parlamento Vasco. El proceso de confluencia con EE culminó al comienzo de 1982 en el abandono de la formación comunista de un gran número de militantes, sobre todo de Vizcaya, y su ingreso en EE, el cual se constituye definitivamente como partido con el nombre de Euskadiko Ezkerra - Izquierda para el Socialismo, abandonando su definición explícitamente nacionalista vasca y con Mario Onaindia como secretario general. Lertxundi, que en noviembre de 1981 había sido expulsado del PCE, se incorporó a la dirección de EE. En las elecciones al Parlamento Vasco de 1984 volvió a ser elegido parlamentario, esta vez ya por Euskadiko Ezkerra. Candidato a la alcaldía de Bilbao por EE en 1991, fue el portavoz de dicha formación en el consistorio bilbaíno entre 1991 y 1993. Ese año abandonó la política debido a su oposición a la integración de EE en el Partido Socialista de Euskadi.
A partir de ese momento, Lertxundi se centró en su carrera profesional como ginecólogo, en la que ha destacado en el campo de la contracepción, habiendo sido elegido vicepresidente de la Sociedad Española de Contracepción y vicepresidente segundo de la Federación Española de Contracepción.
Aunque no volvió a participar activamente en política durante 16 años, mitigó su oposición a la colaboración con el socialismo vasco presidiendo la asociación cultural Ezkerra XXI, una asociación de izquierdas dedicada a la reflexión, y participando junto a otros socialistas, en la creación de la plataforma Aldaketa, liderada por el exconsejero de Cultura Joseba Arregi. En 2005 aceptó aparecer en un puesto testimonial en las listas del PSE-EE por Vizcaya en las elecciones al Parlamento Vasco. Tras la investidura de Patxi López como lehendakari en 2009 aceptó ser senador de designación autonómica, a propuesta del PSE-EE, sustituyendo a Víctor Urrutia.